# 加义镇
加义镇，原名嘉义镇，是中华人民共和国湖南省岳陽市平江县下辖的一个乡镇级行政单位。

## 历史沿革
明隆庆三年（1569年），称义口市。清嘉庆年间，称嘉义市。
1958年，设立人民公社。1978年，为嘉义区，辖3个乡镇。
1995年4月，嘉义乡、献钟乡、谢江乡合并为嘉义镇。
2015年11月24日，咏生乡、加义镇合并为新的加义镇。

## 行政区划
加义镇下辖以下地区：
献钟社区、加义街道社区、东南社区、潭湾村、泊头村、正义村、黄花村、西燕村、泗洲坪村、五星村、新江村、新裕村、连云村、大岩村、小岩村、献钟村、芦头村、落鼓村、义口村、大青村、三村、坎塘村、泉塘村、丽江村、高段村、思源村、东山村、东南村、永张村、早仑村、加义村、练埠村、联合村、谢江村、梅塘村、横江村、横许村、扬邓村、潘柳村、焕新村和姜年村。